# An Thới
La base navale di An Thới era una base navale utilizzata dalla Marina della Repubblica del Vietnam del Sud, dalla Marina e dalla Guardia costiera statunitense, situata nella città omonima di An Thới. La base si trova sull'isola di Phú Quốc, nella regione sud occidentale del paese.

## Storia
La base era stata realizzata in origine dalla Marina sudvietnamita agli inizi degli anni '60 come base per il Distretto Costiero IV, che in seguito venne rinominata, a partire dal 16 ottobre 1963, 4ª Zona Navale.
Il 14 dicembre del 1964 personale della compagnia di costruzione statunitense RMK-BRJ arrivò ad An Thới su una giunca motorizzata della marina del Vietnam del sud per migliorare le strutture della base. Il 30 aprile era stata completata la costruzione di un molo oceanico.
Il 24 luglio del 1965 iniziò il trasferimento della nuova unità Division 11 della Guardia costiera statunitense dalla base navale della baia di Subic alla base di An Thới. Questa unità era dotata della unità di scorta USS Floyd County e da nove cutter di classe Point-class. Le unità arrivarono il 31 luglio e il giorno dopo iniziarono le operazioni di pattugliamento dell'operazione Market Time. Ad An Thới la nave Floyd County venne utilizzata come nave officina, per la logistica e base galleggiante fino al 17 settembre quando venne sostituita dalla USS Krishna, una nave officina per operazioni anfibie.
Il primo ottobre del 1965 la U.S. Navy formò il Boat Squadron One come unità ombrello per le appena giunte Patrol Craft Fast Boat (conosciuta anche come PCF oppure Swift Boat) della Division 101 che avevano la loro base ad An Thới. Le prime PCF, la PCF-3 e la PCF-4, arrivarono nella nuova base il 30 ottobre del 1965. Questa base divenne il principale complesso per la manutenzione e il supporto delle PCF ed era dotato di strutture per l'attracco, per i pasti e i servizi medici per il personale degli equipaggi. Inizialmente la USS Krishna veniva usata come caserma ma subito il personale venne spostato a terra e sistemati nelle tende. Questa disposizione li rese soggetti agli attacchi dei Viet Cong.
Nel gennaio del 1966 la compagnia RMK.BRJ iniziò la costruzione ad An Thới di un campo di volo con una pista in asfalto di 1.200 m (4.000 piedi), un parcheggio pavimentato con piastre di acciaio della superficie di 36.000 mq (40.000 iarde quadrate) con una diga di protezione, caserme, un molo e vari impianti di supporto per l'acqua, il sistema fognario e l'elettricità.
Il 28 maggio del 1971 la base venne trasferita alle forze armate del Vietnam del sud e divenne la base delle 26 unità della 4ª flottiglia costiera che era responsabile delle acque costiere fino al confine della provincia di An Xuyen.
La base è stata utilizzata come sede del 5º Comando Regionale o Comando E della Marina della Repubblica Socialista del Vietnam (Cổng Quân Đội Nhân Dân - Vùng 5)